# Genji Monogatari (Manga)

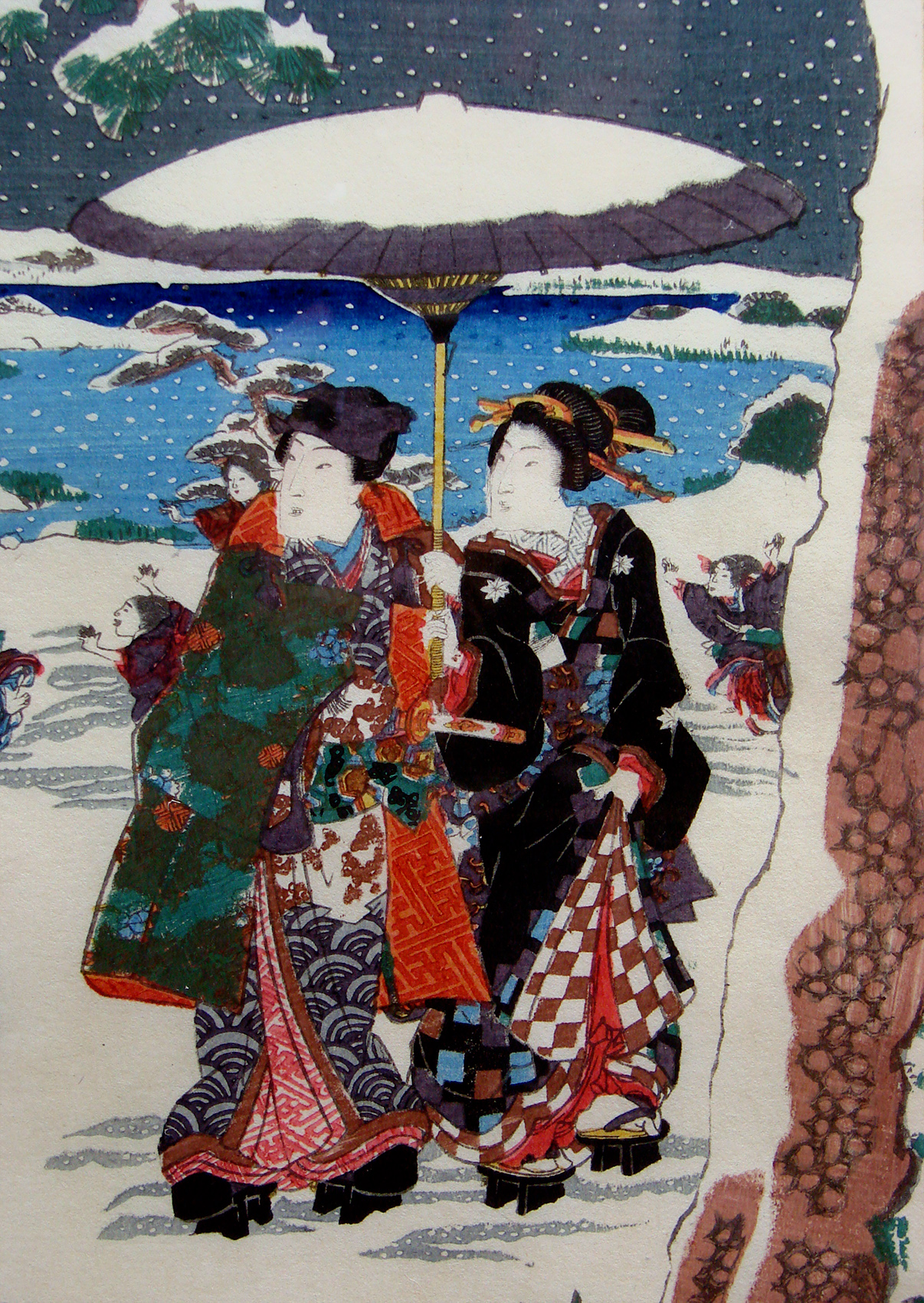
Illustration aus dem 19. Jahrhundert zur Romanvorlage

Genji Monogatari (jap. あさきゆめみし, Asakiyumemishi) ist ein Manga der japanischen Zeichnerin Waki Yamato aus den Jahren 1980 bis 1993. Das Werk ist eine Adaption des mittelalterlichen japanischen Romans Genji Monogatari, dessen Handlung er weitestgehend folgt. 

## Inhalt
Hikaru Genji ist der zweite Sohn des Kaisers Kiritsubo und für seine Schönheit bekannt. Obwohl er als Zweitgeborener nie den Thron besteigen wird, genießt er das Leben am Hof.

## Veröffentlichung
Der Manga erschien von November 1980 bis 1993 in Japan im Magazin Mimi des Verlags Kodansha. Die Kapitel wurden später auch in insgesamt 13 Sammelbänden veröffentlicht. Außerdem erschien von 1987 bis 1989 eine Luxusausgabe in vier Kassettenbänden.
Auf Deutsch erschienen 1992 beim Okawa Verlag die ersten drei Bände, die jedoch vergriffen sind. Eine englische Übersetzung erschien bei Kodansha unter dem Titel The Tale of Genji in einer zweisprachigen Fassung als Lehrmaterial für Japanisch-Studenten. Der Manga wurde auch in weitere asiatische Sprachen übersetzt.

## Anime-Adaption
Eine Adaption des Mangas als Anime wurde im August 2008 angekündigt. Später wurde bekannt, dass sich die Produktion von Regisseur Osamu Dezaki mehr an der Romanvorlage orientiert. Die Serie wird seit dem 15. Januar 2009 unter dem Titel Genji Monogatari Senenki von Fuji TV in Japan ausgestrahlt.

## Rezeption und Interpretation
Das Werk war zu seiner Zeit in Japan insbesondere unter Mädchen sehr populär und ist bis heute bekannt. Zudem trug es dazu bei, die Geschichte von Genji Monogatari außerhalb Japans bekannt zu machen. Doris Croissant sieht in dem Manga auch eine Parodie des ursprünglichen Werkes, das vor allem durch die „Verpflanzung des klassischen Helden in […] ein populäres Medium der Bildkunst“ geschehe. Der Figur des Genjis sei ein idealisiertes Image vom unerreichbaren schönen Jüngling gegeben worden, das erst durch Mangas, die nach 2000 entstanden, wieder gebrochen werden konnte. So durch eine Hentai-Adaption des Werkes von Egawa Tatsuya.
Die deutsche Zeitschrift Funime bezeichnet den Manga als Meisterwerk und lobt die ungewöhnlich gute deutsche Übersetzung.